# Doãn Mẫn (Đông Hán)
Doãn Mẫn (chữ Hán: 尹敏, ? – ?), tự Ấu Quý, người huyện Đổ Dương, quận Nam Dương , học giả, quan viên đầu đời Đông Hán.

## Khởi nghiệp
Thiếu thời Mẫn là Chư sanh . Ban đầu Mẫn học Âu Dương Thượng thư , sau đó tiếp nhận Cổ văn , giỏi cả Mao Thi , Cốc Lương , Tả thị Xuân Thu.
Năm Kiến Vũ thứ 2 (26), Mẫn dâng sớ trình bày về thuật tiêu trừ tai vạ của Hồng Phạm . Bấy giờ Hán Quang Vũ đế đánh dẹp bốn phương, chưa rỗi rãi để nghĩ đến việc khác, bèn mệnh cho Mẫn làm Đãi chiếu Công xa , bái làm Lang trung, vời vào phủ Đại tư không.

## Phản đối Sấm ngữ
Khi xưa Vương Mãng soán ngôi, dựa vào thuyết Phù mệnh để lừa dối người đời, về sau nhà Tân mất, quần hùng lợi dụng Đồ sấm làm cớ để dấy binh (VD: Vương Lang, Công Tôn Thuật,...); bản thân Quang Vũ đế lên ngôi, cũng từng dùng Xích Long phù (赤龙符) để khẳng định địa vị Thiên tử; ngoài ra, còn Đế nhiều lần sử dụng Đồ sấm  để giải quyết tranh chấp giữa các bề tôi với nhau, phản bác quan điểm của quần hùng. Vì thế Đế mượn danh nghĩa muốn dẹp bỏ những lời Sấm mà Thôi Phát (崔发) làm cho Vương Mãng, quyết định làm ra Đồ thư phù hợp với mục đích của mình. Đế cho rằng Mẫn đọc khắp kinh sử, mệnh cho ông khảo xét, để tìm lời Sấm. Mẫn đáp rằng: "Đồ thư không phải do thánh nhân làm ra, trong đó phần nhiều là chữ viết sai một cách quê kệch, rất giống lời lẽ tục tằn ngoài đời, sợ gây ra nhầm lẫn cho đời sau." Đế không nghe, nên Mẫn bất đắc dĩ tuân mệnh. Mẫn nhân văn ấy có chỗ khuyết mà thêm vào rằng: "Quân vô khẩu, vi Hán phụ." Đế trông thấy thì lấy làm lạ, triệu Mẫn đến hỏi tại sao. Mẫn đáp rằng: "Thần thấy người xưa thêm bớt đồ thư, dám không tự lượng, biết đâu may mắn thì sao." Đế rất bất mãn, dẫu không bắt tội, nhưng không trọng dụng ông nữa.

## Hoạn lộ gập ghềnh
Về sau Mẫn trải qua 3 lần thăng chức, làm đến Trường Lăng lệnh. Năm Vĩnh Bình thứ 5 (62), triều đình giáng chiếu bắt người bạn của Mẫn là Chu Lự, ông cũng bị hạ ngục và miễn quan chức. Đến khi được rời khỏi ngục, Mẫn than rằng: "Kẻ tội đồ câm điếc, mới thật là người có Đạo ở trên đời. Vì cái gì mà người trong sạch gặp vạ thế này?" Năm thứ 11 (68), Mẫn được trừ chức Lang trung, thăng làm Gián nghị đại phu.
Mẫn mất ở nhà, không rõ khi nào.

## Dật sự
Mẫn cùng Ban Bưu thân thiết, mỗi lần gặp nhau, thì cả ngày quên ăn, nửa đêm không ngủ, tự sánh với mối quan hệ bạn bè của Chung Tử Kỳ – Bá Nha, Trang Chu – Huệ Thi.